# Десно-Залєзно
Десно-Залєзно (хорв. Desno Željezno) — населений пункт у Хорватії, у Сисацько-Мославинській жупанії у складі громади Мартинська Вес.

## Населення
Населення за даними перепису 2011 року становило 170 осіб.
Динаміка чисельності населення поселення:

## Клімат
Середня річна температура становить 10,89 °C, середня максимальна – 25,38 °C, а середня мінімальна – -6,18 °C. Середня річна кількість опадів – 880 мм.
| Клімат поселення                              | Клімат поселення | Клімат поселення | Клімат поселення | Клімат поселення | Клімат поселення | Клімат поселення | Клімат поселення | Клімат поселення | Клімат поселення | Клімат поселення | Клімат поселення | Клімат поселення | Клімат поселення |
| Показник                                      | Січ.             | Лют.             | Бер.             | Квіт.            | Трав.            | Черв.            | Лип.             | Серп.            | Вер.             | Жовт.            | Лист.            | Груд.            |                  |
| Середній максимум, °C                         | 6,80             | 8,80             | 13,39            | 17,84            | 22,36            | 25,38            | 23,95            | 23,25            | 19,62            | 14,58            | 9,12             | 4,90             |                  |
| Середня температура, °C                       | 0,30             | 2,30             | 6,90             | 11,34            | 15,87            | 18,90            | 20,57            | 19,87            | 16,24            | 11,19            | 5,72             | 1,49             |                  |
| Середній мінімум, °C                          | −6,18            | −4,2             | 0,39             | 4,84             | 9,38             | 12,39            | 17,18            | 16,48            | 12,86            | 7,80             | 2,36             | −1,89            |                  |
| Норма опадів, мм                              | 53               | 50               | 60               | 69               | 77               | 89               | 79               | 84               | 81               | 84               | 88               | 66               |                  |
| Середньомісячна швидкість вітру, м/с          | 1.80             | 2.00             | 2.41             | 2.30             | 2.10             | 1.92             | 1.90             | 1.70             | 1.70             | 1.80             | 1.90             | 1.90             |                  |
| Середньомісячна сонячна радіація, кДж/м²·день | 4191             | 6939             | 10586            | 15141            | 19392            | 21526            | 22281            | 19510            | 14333            | 8813             | 4624             | 3395             |                  |
| --------------------------------------------- | ---------------- | ---------------- | ---------------- | ---------------- | ---------------- | ---------------- | ---------------- | ---------------- | ---------------- | ---------------- | ---------------- | ---------------- | ---------------- |
| Джерело:                                      |                  |                  |                  |                  |                  |                  |                  |                  |                  |                  |                  |                  |                  |